# 4495 Dassanowsky
A 4495 Dassanowsky (ideiglenes jelöléssel (4495) 1988 VS) egy kisbolygó a Naprendszerben. Arai és Mori fedezte fel 1988. november 6-án.